# A Car Crash in the Blue
A Car Crash in the Blue är den svenska gruppen Atomic Swing debutalbum, utgivet den 12 februari 1993. Det innehåller hitlåtarna "Stone Me Into the Groove" och "Smile". Albumet nådde förstaplasten på svenska albumlistan.

## Låtlista
| Nr           | Titel                           | Längd |
| ------------ | ------------------------------- | ----- |
| 1.           | Panicburgh City                 | 5:10  |
| 2.           | Lovething                       | 4:21  |
| 3.           | Too Late to Exit                | 4:02  |
| 4.           | Stone Me Into the Groove        | 4:02  |
| 5.           | The Weird Years of Gentle Chill | 2:58  |
| 6.           | Smile                           | 4:25  |
| 7.           | In the Dust                     | 3:36  |
| 8.           | Carnival Stall                  | 5:29  |
| 9.           | Mosquitos on Mars?              | 2:49  |
| 10.          | From Venus to Everyday          | 5:51  |
| Total längd: | Total längd:                    | 42:43 |

## Medverkande
- Niclas Frisk – sång, gitarr
- Micke Lohse – keyboards
- Henrik Berglund – trummor
- Petter Dahlström – basgitarr